# Голофаев, Николай Михайлович
Никола́й Миха́йлович Голофа́ев (22 августа 1935 — 27 октября 2021) — советский футболист, нападающий.

## Карьера
Почти вся футбольная карьера Николая Голофаева связана с новомосковским «Химиком», выступавшим в 1950-е под названиями «Мосбасс», «Труд» и «Шахтёр». В 1961 году «Химик» с Голофаевым в составе добился наивысшего достижения за всю историю участия в Кубке СССР. Команда дошла до четвертьфинала, обыграв на пути к нему столичное «Динамо».
В 1965 году Голофаев играл за тульский «Металлург», по окончании сезона вернулся в Новомосковск.
Всего в «Химике» провёл 11 сезонов, сыграл 300 матчей и забил 100 голов.
Впоследствии тренировал команды из Северо-Задонска и Донского, выступавшие в первенстве Тульской области.